# Maizery
Maizery ist eine Commune déléguée in der französischen Gemeinde Colligny-Maizery mit 169 Einwohnern (Stand 1. Januar 2022) im Département Moselle in der Region Grand Est (bis 2015 Lothringen).

## Geographie
Maizery liegt elf Kilometer östlich von Metz und dreieinhalb Kilometer nordwestlich von Pange auf einer Höhe zwischen 230 und 291 m über dem Meeresspiegel. Das Gebiet der ehemaligen Gemeinde umfasste 3,16 km².
Durch den Norden der Gemarkung führt die Fernstraße Metz-Saint-Avold (Sankt Avold).

## Geschichte
Die Ortschaft gehörte früher zum Bistum Metz.
Die blauen und goldenen Sparren im Gemeindewappen symbolisieren das Saulnois; das Pferd im rechten Obereck steht für die Familie Chevallat, die Herrschaft des Ortes im Mittelalter.
Durch den Frankfurter Frieden vom 10. Mai 1871 kam die Region an Deutschland und das Dorf wurde dem Landkreis Metz im Bezirk Lothringen des Reichslandes Elsaß-Lothringen zugeordnet.
Nach dem Ersten Weltkrieg musste die Region aufgrund der Bestimmungen des Versailler Vertrags 1919 an Frankreich abgetreten werden. Im Zweiten Weltkrieg war die Region von der deutschen Wehrmacht besetzt und stand unter deutscher Verwaltung.
Von 1915 bis 1919 und von 1940 bis 1944 trug das Dorf den eingedeutschten Namen Macheringen.
Die Gemeinde Maizery wurde mit Wirkung vom 1. Juni 2016 mit Colligny zur Commune nouvelle Colligny-Maizery zusammengelegt. Sie gehörte zum Arrondissement Metz und zum Kanton Pange.

### Bevölkerungsentwicklung
| Jahr      | 1962 | 1968 | 1975 | 1982 | 1990 | 1999 | 2007 |
| Einwohner | 35   | 50   | 59   | 58   | 80   | 127  | 164  |

## Belege
1. ↑  Eugen H. Th. Huhn: Deutsch-Lothringen. Landes-, Volks- und Ortskunde, Stuttgart 1875, S. 239 (google.books.de).
2. ↑  Wappenbeschreibung auf genealogie-lorraine.fr (französisch)